# Пајак (музичар)
Христијан Настески, познатији под уметничким именом Пајак (Охрид, 10. јануар 2001), македонски је певач, текстописац и композитор.

## Каријера
Христијан је рођен 2001. године у Охриду, у музичкој породици. Како му је отац био гитариста, Христијан је почео да се интересује за музику већ са шест година и научио да свира гитару. Уз свирање гитаре, почео је да компонује и пише текстове. Професионално је почео да се бави музиком 2018. године, када је објавио своју прву песму Nobody. Током 2019. објавио је два дуета, најпре Без тебе са Снупијем и Меском у октобру, а потом и Срце гори са Меском у новембру.
Током 2020. године објавио је девет синглова, међу којима и песме Hellboy, Dark Side и Нокјва. Наредне године избацио је синглове Срце и Рескирај, као и дует Error са MIC-MC. Пајак је са песмама Рескирај и Error ушао на српско тржиште пошто су објављене на српском и за продукцијску кућу IDJ Videos.
У 2022. објавио је четири сингла, али и два дуета — најпре песму Живимо тај сан са Кали у јулу, а потом и песму Bella са Ларом у октобру. За оба дуета је Пајак писао и текст и музику, док је аранжман радио Иван Јованов Iwayo. Песма Bella је постала популарна и на српском говорном подручју и на Јутјубу броји преко 22 милиона прегледа.
У 2023. години Пајак је објавио две дуетске песме — Хабиби са Антониом Гиговском и Моја мала са Ем-Си Стојаном. За обе песме је Пајак компоновао музику, а за песму Хабиби је писао и текст.

## Дискографија

### Синглови
- Nobody (2018)
- Без тебе (ft. Снупи, Меско, 2019)
- Срце гори (ft. Меско, 2019)
- Hellboy (2020)
- Мама (2020)
- Dark Side (2020)
- Ноква (2020)
- Бебе (2020)
- Крај (2020)
- Дело (2020)
- Проклет град (2020)
- Немирен (2020)
- Срце (2021)
- Error (ft. MIC-MC, 2021)
- Рескирај (2021)
- Проблем (2022)
- Поноћ (2022)
- Олуја (2022)
- Москва (2022)
- Живимо тај сан (ft. Кали, 2022)
- Bella (ft. Лара, 2022)
- Хабиби (ft. Антониа Гиговска, 2023)
- Моја мала (ft. MC Stojan, 2023)
- Летња авантура (ft. Теодора Џехверовић, 2023)
- Намерно (ft. Таско, 2023)